# ماركة
العلامة التجارية أو السُومة هي ما تستعمله الشركات لتمييز منتجاتها عن المنتجات الأخرى من ذات الصنف. وهي غير العلامة التجارية المسجلة أو المحمية. أنشئت أول سومة في بريطانيا عام 1876. تقوم أغلب الدول بإصدار أنظمة تحمي حقوق مالكي السومات. ويُشرط على الشركة التي ترغب في حماية علامتها التجارية أن تنص على طبيعة حقوقها في البلد الذي ترغب حماية علامتها التجارية فيه. ومعظم البلدان تسمح للشركة بتسجيل علامتها التجارية قبل البدء باستعمالها. وتشترط بعض البلدان التسجيل قبل الالتزام بحماية حقوق السومة.
السومة هي عبارة عن اسم مرتبط بمنتَج ما أو مُنتِج.
وأصبحت السومات من مكونات الثقافة والاقتصاد الهامة بطريقة متزايدة، حيث يتم وصفها الآن على أنها "ملحقات الثقافة والفلسفات الشخصية.

## مفاهيم شائعة
يميز بعض الناس بين الجانب النفسي للعلامة التجارية وبين الجانب التجريبي. حيث يتكون الجانب التجريبي من مجموع كل نقاط الاتصال مع السومة ويعرف هذا بـتجربة السومة. أما الجانب النفسي، والذي أحياناً ما يشار إليه على أنه صورة السومة، فإنه عبارة عن هيكل رمزي تم تأليفه داخل عقول الأشخاص ويحتوي على كل المعلومات والتوقعات المتعلقة بالمُنتَج أو الخدمة.
يسعى الأشخاص الذين يعملون في السومات إلى تطوير أو محاذاة التوقعات وراء تجربة السومة، خالقين انطباع بأن السومة المرتبطة بالمنتَج أو الخدمة المعينة لديها من الصفات والكفاءة مايؤهلها أن تكون خاصة أو فريدة من نوعها. وبالتالي تكون السومة واحدة من العناصر الأكثر قيمة في موضوع الاعلان، حيث أنها توضح مايقدر مالك السومة أن يعرضه في السوق.
يسمى فن تأليف والحفاظ على السومة باسم إدارة السومات. أما اتجاه المنظمة كلها باتجاه علامتها التجارية يسمى التسويق المتكامل.
يمكن أن تكون إدارة السومة المتأنية، التي يقوم بدعمها حملة إعلامية وضعت بذكاء، ناجحة بشكل كبير في اقناع المستهلكين بدفع أسعار مرتفعة بشكل ملحوظ في منتجات تكون رخيصة جداً في صناعتها.
ويعرف هذا المفهوم، باسم «عمل قيمة مضافة»، ويتكون أساسا من التلاعب في الصورة المتوقعة للمنتَج وبذلك يرى المستهلك المنتج بأنه يستحق المبلغ الذي يريد المعلن أن يراه، بدلاً من القيمة الأكثر منطقية التي تضم تكلفة المواد الخام الكلية، بالإضافة إلى تكاليف التصنيع، وتكاليف التوزيع. يعتبر القيام بعمل قيمة مضافة للعلامة التجارية والحملات الإعلانية الحديثة أسلوب ناجح جداً في اقناع المستهلكين بالدفع، على سبيل المثال، 50 دولارا للقميص الذي تكلف 50 سنتا فقط لإنتاجه، أو 5 دولارات لعلبة من حبوب الإفطار التي تحتوي على قمح يساوي 5 سنتات فقط.
يجب النظر إلى السومات على أنها أكثر من الفرق بين التكلفة الفعلية للمنتج وسعر البيع— حيث أنها تمثل للمستهلك كل الصفات القيمة. هناك العديد من الأشياء غير الملموسة المشاركة في الأعمال التجارية، مثل الأشياء غير الملموسة المخلفة كلياً من الدخل والميزانية العمومية التي تحدد كيف يتم ادراك العمل. فيمكن أن تكون المهارة المكتسبة لمعرفة العامل، ونوع المعدن المستخدم، أو نوع الخياطة: كلها لا يوجد لها تكلفة محتسبة ولكن بالنسبة لهؤلاء الذين يعرفوا المنتج جيداً، ومن أجل ذلك يجب على الشركة أن تتمنى أن تجد وتحافظ على هؤلاء الناس، والفرق لايقارن. وبالفشل في الاعتراف بهذه الأصول التي يمكن ان يخلقها ويعززها العمل، أي عمل، فسيتم تعيين مشروع في وضع خطير غير مؤاتٍ.
تكتسب السومة التي هي معروفة على نطاق واسع في السوق الاعتراف بالسومة. وعندما يصل الاعتراف بالسومة إلى النقطة التي تتمتع فيها العلامة بكمية جيدة من المشاعر الإيجابية في السوق، فيقال أنها قد حققت امتياز السومة.
وهناك هدف واحد في التعرف على السومة وهو تحديد السومة بدون اسم الشركة الحالي. على سبيل المثال، نجحت ديزني في تحديد السومة بخط النص الخاص بها (الذي أنشيء أساساً لشعار «توقيع» والت ديزني)، والذي استخدمه في شعار جو.كوم.
يمكن أن ينظر المستهلكين على السومات باعتبارها قيمة مضافة هامة للمنتج أو الخدمة، حيث أنها غالباً ما تستخدم للدلالة على نوعية معينة أو ميزة جذابة (انظر أيضا وعد السومة). ومن منظور أصحاب السومات فإن المنتجات أو الخدمات التي لها علامة توصف بأن أسعارها عالية أيضاً. حيث أنه عندما يتواجد منتجين يشبهوا بعضهم البعض، ولكن يكون واحد من المنتجين ليس له علامة محددة (مثل العامة، منتج له علامة)، فيمكن غالباً أن يقوم الأشخاص باختيار المنتج ذو العلامة الأعلى سعراً على أساس جودة السومة أو على سمعة مالك السومة.

## اسم السومة
غالباً مايستخدم اسم العلامة بالتبادل داخل «السومة»، على الرغم من أنه يستخدم أكثر تحديدا بشكل صحيح من اجل رمز مكتوب أو عناصر لغوية منطوقة لأي منتَج. وفي هذا السياق يشكل اسم العلامة نوع من السومة، إذا كان اسم العلامة يحدد بشكل حصري مالك العلامة كمصدر تجاري للمنتجات أو الخدمات. يمكن أن يسعى صاحب السومة إلى حماية حقوق الملكية بالنسبة لاسم السومة من خلال تسجيل السومات. كما أصبح الأشخاص الناطقة في الإعلانات جزءا من بعض السومات، على سبيل المثال: مستر ويبل من شارمين ورق التواليت وتوني النمر من كيلوغز.
تقع الأسماء التجارية في واحد من ثلاثة أطياف للاستخدام—وصفية، أو ترابطية أو قائمة بحد ذاتها.
الأسماء التجارية الوصفية تساعد في وصف نقطة أو نقاط البيع المميزة من المنتج إلى العميل (على سبيل المثال سناب، أو كراكل وبوب أو بيتر ليمون).
الأسماء التجارية المترابطة تزود المستهلك بكلمة ترتبط بما يفعله أو يقدمه المنتج (مثل وكمان، أو سنسوداين، أو ناتريل).
أخيرا، الأسماء التجارية القائمة بحد ذاتها ليست لها صلة أو علاقة إما بالوصف أو الارتباط بالاستخدام. (مثل مارز بار أو بانتين)
أصبح فعل ربط المنتج أو الخدمة مع السومة جزءا من ثقافة البوب. وتمتلك معظم المنتجات نوعا من الهوية، من ملح المائدة العادي إلى مصمم الجينز. فهناك مصطلح يسمى البراندنومر وهو عبارة عن اسم السومة التي أصبحت مصطلح عامي للمنتج أو الخدمة، مثل باند-ايد أو كلينيكس، والذي يستخدموا غالباً لوصف أي نوع من الضمادة الاصقة أو أي نوع من مناديل الوجه على التوالي.

## هوية السُومة
هوية السُومة أو صورة العلامة هم السمات التي عادة مايربط بينها الشخص وبين السومة، مايريد مالك السومة أن يدركه المستهلك - وبالتتابع الشركة المعنية أو الؤسسة أو المنتَج أ، الخدمة. وسوف يسعى مالك السومة أن يسد الهوة بين صورة السومة والهوية. وتبني الأسماء التجارية الفعالة علاقة شخصية السومة وفقا لتصور الجمهور المستهدف والمنتج الفعلي/ الخدمة. يجب أن يكون اسم السومة مفهوم على الهدف مع المنتج / الخدمة (ما تقف عليه الشركة). وعلاوة على ذلك، ينبغي أن يكون الاسم التجاري على الهدف مع السومة الديموغرافية.  وعادة ماتكون الأسماء التجارية المستدامة سهلة في التذكر، وتفوق الاتجاهات ولها دلالات إيجابية. تعتبر هوية السومة أمر أساسي لإدراك المستهلك وترمز لتمايز السومة عن المنافسين.
هوية السومة هي ما يرغب المالك في التواصل به مع عملائه المحتملين. ولكن، مع مرور الوقت، قد تكتسب (تتطور) هوية المنتجات ذات السومات، سمات جديدة من منظور المستهلكين ولكن ليس بالضرورة من الاتصالات التسويقية التي ينشرها المالك إلى المستهلكين المستهدفين. وبالتالي، أصبحت جمعيات السومات في متناول اليد لتحقق مفهوم المستهلك لهذه العلامة.
إن هوية السومة بحاجة إلى التركيز على الصفات الأصيلة—والخصائص الحقيقية للقيمة ووعد السومة التي يجري تقديمه والتي تكبدته الخصائص التنظيمية و/أو الإنتاج ، 

## تكافؤ السومة
تكافؤ السومة هو تصور العملاء أن جميع السومات متساوية.

## اسم الشركة
في كثير من الأحيان، ولا سيما في القطاع الصناعي، يتم الترويج لاسم الشركة فقط (مما يؤدي إلى واحد من أقوى عبارات "السومات"؛ القائلة، قبل تخفيض رتبة الشركة، "لم يفصل أحد على الإطلاق لشراء آي بي إم").
في هذه الحالة يجعل اسم السومة (أو اسم الشركة) القوي جداً، المركبة لمجموعة متنوعة من المنتجات (على سبيل المثال، مرسيدس بنز أو بلاك آند ديكر) أو حتى مجموعة من السومات الفرعية (مثل كادبوري الألبان الحليب، وكادبوري فليك أو أصابع كادبوري في الولايات المتحدة).

## السومات الفردية
كل علامة لها اسم منفصل (مثل سفن آب، وكوول آيد أو نيفيا صن (بيرسدورف))، والتي ربما تنافس الماركات الأخرى من نفس الشركة (فعلى سبيل المثال، كلاً من برسيل، وأومو، وسيرف ولينكس تعود ملكيتها لشركة يونيليفر).

## دلالة السومات والماركات الأيقونية
طريقة السومة وهو اختيار التعبير عن الشعور أكثر، والذي ليس بالضرورة أن يكون مرتبط بالمنتج أو استهلاك المنتج على الإطلاق.
تشمل العلامات التسويقية باعتبارها دلالة للعلامة كلاً من نايك، وستاربكس، وذا بودي شوب، وسيفواي، وشركة آبل المحدودة.. في كتاب عام 2000، لا شعار ، وصفت نعومي كلاين دلالة السومات على أنها «إستراتيجية الهوس».
«ترفع السومة العظيمة من البار-- فهي تضيف احساس أعظم لغرض التجربة، سواء كان ذلك تحديا لبذل قصارى جهدك في الرياضة واللياقة البدنية، أو تأكيد على أن فنجان القهوة الذي تشربه يستحق حقاً.»- هوارد شولتز (الرئيس، والرئيس التنفيذي، ورئيس ستاربكس)

الماركات الأيقونية تُعرف بأن لها الجوانب التي تسهم في تعبير المستهلك عن نفسه والهوية الشخصية.
تأتي السومات التي تعني قيمتها للمستهلكين في المقام الأول من امتلاكها لقيمة هوية ويقال أنها «هوية الماركات». ويمتلك بعض هذه السومات على هذه الهوية القوية والتي تصبح «رموز ثقافية» أكثر أو أقل والذي يجعلهم علامات تجارية شهيرة.
ومن أمثلة السومات الشهيرة: شركة أبل المحدودة، ونايك وهارلي ديفيدسون. تشمل العديد من الماركات الشهيرة تصرفات تشبه الطقوس عند شراء واستهلاك المنتجات.
هناك أربعة عناصر أساسية لخلق الماركات الشهيرة (هولت 2004):
1. «الشروط الضرورية»—يجب أن يكون أداء المنتج على الأقل على مايرام ويفضل أن يكون ذو سمعة جيدة بأن كفاءته جيدة.
2. «صنع أسطورة»—قول قصة ذات مغزى مصطنعة من قبل المطلعين «المثقفين». ويجب أن ينظر إلي هذه على أنها شرعية ومحترمة من قبل المستهلكين من أجل قبول القصص.
3. «التناقضات الثقافية»—نوع من عدم التوافق بين الأيديولوجية السائدة والتيارات الناشئة في المجتمع. وبعبارة أخرى فرقا في الطريقة التي عليها المستهلكين وكيف كانوا في بعض الأوقات يتمنوا أن يكونوا.
4. «عملية الإدارة الثقافية للعلامة التجارية»—تشترك بشكل فعال في عملية صنع أسطورة مما ياكد أن السومة تعزز موقفها كرمز.

إن الاشتراك بنشاط في عملية صنع أسطورة التأكد من علامة باقية على موقفها كرمز.

## نظام «لا للعلامة التجارية»
في الآونة الأخيرة سعت عددا من الشركات بنجاح في استراتيجيات «لا للعلامة التجارية»، ومن امثلة ذلك الشركة اليابانية موجي، والتي تعني "بدون علامة" بالإنجليزية (من 無印良品 - "Mujirushi Ryohin" - حرفياً، بضائع لايوجد لها سومة"). وعلى الرغم من أن هناك علامة موجي، إلا أن منتجات موجي لا تحمل سومة. وتعني إستراتيجية عدم وجود علامة هذه أنه تم انفاق القليل على الإعلان أو التسويق الكلاسيكي ويعزى نجاح موجي إلى كلمة الفم، خبرة بسيطة في التسويق والحركة المضادة للعلامات التجارية.

## السومات المشتقة
في هذه الحالة، يمكن أن يرغب مورد المكونات الأساسية، المستخدمة من قبل عدد من موردين لمنتج النهائي، أن يضمن موقفه الخاص من خلال تعزيز أن المكونات بكونها سومة تعتبر من حقوقه الشخصية. ويعتبر أكثر مثال معروف عن ذلك هو إنتل، والتي تضمن مكانتها في سوق أجهزة الكمبيوتر مع شعار «إنتل انسايد».

## امتداد السومة
يمكن أن يستخدم اسم السومة القوي الموجود بالفعل كمحرك لمنتجات جديدة أو معدلة؛
فعلى سبيل المثال، يستغل العديد من مصممي أزياء الأسماء التجارية كامتداد في العطور والاحذية والاكسسوارات والمنسوجات المنزلية، وديكور المنزل، والأمتعة، ونظارات الشمس، والأثاث، والفنادق، إلخ.
فمثلاً مددت مارز علامتها التجارية إلى الآيس كريم، وكاتربيلر إلى الاحذية والساعات، وميشلان إلى دليل المطاعم وأديداس وبوما إلى المنظفات الشخصية. ومددت دنلوب علامتها التجارية من الاطارات إلى المنتجات المطاطية الأخرى مثل الأحذية، وكرات الغولف، ومضارب التنس والمواد الاصقة.
هناك فرق بين امتداد السومة وامتداد الخط.
عندما أطلقت شركة كوكا كولا «دايت كوك» و«تشيري كوك» بقوا داخل فئة من فئات المنتجات التي منشؤها: المشروبات الغازية غير الكحولية. وبالمثل مددت شركة بروكتر اند غامبل (P&G) خطوطها القوية (مثل الصابون فيري) إلى المنتجات المجاورة (سائل فيري وفيري للأوتوماتيك) في نفس الفئة، مساحيق غسيل الأطباق.

## متعدد الماركات
يمكن للمو أن يختار بحرية أن يطلق ماركات جديدة كلياً، في السوق الذي يتجزأ بين عدد من الماركات، في المنافسة على ما يبدو مع نفسه.
تمتص السومة القوية القائمة (غالبا ما تكون متطابقة مع خصائص المنتج)؛ ببساطة بعض من حصة السوق والتي ستنتقل في أي حال إلى السومات البسيطة. ويعتبر الأساس المنطقي هو أن وجود 3 علامات تجارية من أصل 12 في هذه السوق سوف يعطي حصة أكبر عموما من 1 من أصل 10 (حتى وإن كان جزء كبير من حصتها من هذه السومات الجديدة مأخوذ من واحدة من الموجودين بالفعل). وفي كل تجلياتها الأكثر تطرفا، يمكن أن يختار المورد الرائد في السوق الجديدة التي يعتقد أنها ستكون جذابة بشكل خاص إطلاق السومة الثانية في المنافسة مع الأولى على الفور، من أجل استباق الآخرين الذين يدخلون السوق.
تتيح الأسماء التجارية الفردية بطبيعة الحال مزيدا من المرونة من خلال السماح بمجموعة متنوعة من المنتجات المختلفة، لاختلاف النوعية، ليتم بيعها دون تحيير مفهوم المستهلك لماذا.
تعتبر الأعمال التجارية للشركة هي تمييع المنتجات الأعلى جودة.
مرة أخرى، تعتبر بروكتر اند غامبل داعية قيادية في هذه الفلسفة، حيث تقوم بتشغيل ما يصل إلى عشرة ماركات للمنظفات في السوق الأميركية. ويزيد هذا أيضا من العدد الإجمالي لل«تبديلات» التي تتلقاها على رفوف المتاجر الكبيرة. وعلى الجانب الآخر، تستخدم سارة لي، للحفاظ على أجزاء مختلفة جدا من الأعمال المنفصلة—من كعك سارا لي خلال تلميع كيوي إلى جوارب L'Eggs الطويلة. وفي قطاع الفندقة، يستخدم ماريوت اسم فيرفيلد انز لسلسلته الميزانية (ويستخدم رمادا رودواي لفنادقها الأرخص الخاصة بها).
يعتبر الإبدال مشكلة خاصة لنهج «تعدد الماركات»، حيث يأخذ السومة الجديدة بعيدا عن الواحدة التي أنشئت التي تمتلكها المنظمة أيضا. وقد يكون ذلك مقبولا (الواقع من المتوقع) إذا كان هناك ربح صاف بوجه عام. وبدلا من ذلك، قد يكون الثمن الذي ترغب المنظمة دفعه لتحويل موقفها في السوق، والمنتج الجديد يكون مرحلة واحدة في هذه العملية.

## الماركات الخاصة والموروثة
مع ظهور البيع بالتجزئة القوي «علامة خاصة»، منتج (أو خدمة) ماركات البيع الخاصة، برز أيضاً كعامل رئيسي في الأسواق. عندما كان البائع له هوية قوية خاصة (مثل ماركس اند سبنسر البريطانية في قطاع الملابس) فيمكن أن تكون هذه «العلامة الخاصة» قادرة على المنافسة أمام حتى أقوى قادة السومات، التي قد تتفوق على المنتجات التي لا تحمل بدلاً من ذلك على سومة قوية.
تصاعدت المخاوف من أن مثل هذه «السومات الخاصة» يمكن أن تحل محل جميع السومات الأخرى (كما فعلوا في محلات ماركس اند سبنسر)، ولكن الأدلة هي أن—على الأقل في محلات السوبر ماركت والمحلات التجارية—يتوقع المستهلكون عموما أن يروا شيئا على الشاشة أكثر من 50 في المئة (ويفضل أن يكون أكثر من 60 في المئة) من ماركات أخرى من تلك الخاصة بمتاجر التجزئة. وبالفعل، لم يحقق حتى أقوى الماركات الخاصة في المملكة المتحدة، أفضل من المركز الثالث في السوق ككل.
وهذا يعني أن الماركات المستقلة القوية (مثل شركة كيلوغ وهاينز)، التي أبقت على الاستثمارات والتسويق، من المرجح أن تستمر على الأداء القوي. وحجز أكثر من 50 في المائة من قادة السومة FMCG في المملكة المتحدة موقعهم لاكثر من عقدين من الزمن، على الرغم من أنه يمكن القول بأن هؤلاء الذين حولوا ميزانياتهم «لشراء الفضاء» في التجزئة قد يكونوا أكثر عرضة للخطر.
ربما يُنظر إلى قوة تجار التجزئة في مزيد من الضغوط حيث كانوا قادرين على التفوق حتى على مالكي أقوى الماركات (وبصفة خاصة على أصحاب السومات الثالثة والرابعة الأضعف). تم تطبيق تسويق العلاقة في معظم الأحيان لتلبية رغبات العملاء الكبيرة مثل (وبالفعل طُلبت منهم على أنها اعتراف بقدرتهم الشرائية). تحول بعض المسوقين الأكثر نشاطا الآن أيضا إلى 'تسويق الفئة' -- التي تأخذ في الاعتبار كافة احتياجات متاجر التجزئة في فئة المنتج بدلا من التركيز على نطاق أضيق وهو السومة الخاصة بها.
وفي نفس الوقت، وربما كان ذلك امتدادا للنزعة الاستهلاكية، ظهرت أيضاً سلع «عامة» (وهذه هي، بدون سومة على نحو فعال). وعمل ذلك فضيلة إيجابية لإنقاذ ما يقرب من تكلفة جميع الأنشطة التسويقية؛ مؤكدة عدم وجود الدعاية والإعلان، وخاصة، التعبئة والتغليف العادي (الذي كان، مع ذلك، في كثير من الأحيان مجرد وسيلة لنوع مختلف من الصورة). ويبدو أن تغلغل المنتجات الشاملة بلغ ذروته في أوائل 1980، ويبدو أن معظم المستهلكين لا يزالوا يبحثوا عن الصفات التي توفر السومة التقليدية.

## نبذة تاريخية
نشأت السومات في مجال الإعلام، والتسويق في القرن الـ 19 مع ظهور السلع المعلبة. على الرغم من الارتباط بتاريخ السومات وتضمن أمثلة بدائية يمكن أن تعتبر protobrands (مثلاً تسويق توريات برطمانات نبيذ «فيسوفينام» التي وجدت في بومبيي.
نقل التصنيع إنتاج العديد من المواد المنزلية، مثل الصابون، من المجتمعات المحلية للمصانع المركزية. وعند شحن موادهم هذه، كان من شأن المصانع أن تضع السومة والشعار أو شارة على البراميل المستخدمة، موسعة معنى «العلامة» لالسومات.
ادعت شركة باس آند كومباني، البيره البريطانية، أن السومة المثلث الأحمر هو السومة الأولى في العالم. وادعت لايل الذهبي للشراب نفس الادعاء، أن اسمها هو أقدم سومة، مع عبوتها الخضراء والذهبية التي لم تتغير تقريبا منذ عام 1885.
كانت كاتل ذات سومة قبل وقت طويل من هذا؛ ويعني مصطلح «مافيريك» أصلاً، أنه العجل بدون علامة، ويأتي من ولاية تكساس عجال صموئيل أوغسطس مافريك، في أعقاب الحرب الأهلية الأميركية، مقررة تسمية جميع الماشية بماركات معروفة، وسوف يكون معروفاً بأنه ليس له علامات على الإطلاق.
كانت المصانع التي أنشئت خلال الثورة الصناعية، مولدة كمية منتجة من البضائع وكانت محتاجة أن تبيع منتجاتها في سوق أوسع، إلى قاعدة عملاء مألوفة فقط مع السلع المحلية. وسرعان ما أصبح واضحا أن المجموعة العامة من الصابون واجهت صعوبة في التنافس مع المنتجات المحلية المألوفة. وكان مصنعين السلع المعلبة يحتاجوا أن يقنعوا السوق بأن الجهور
يمكن أن يضع ثقته تماماً كما يضععها في المنتجات غير المحلية. وكانت تعتبر كلاً من منتجات حساء كامبل، وكوكا كولا، وعلكة عصير الفواكه، والعمة جميمه، وشوفان كويكر من بين المنتجات الأولى التي تم وضعها تحت اسم «سومة» في محاولة لزيادة الألفة بين منتجاتها والمستهلكين. وتقدم العديد من السومات في تلك الحقبة، مثل رز أنكل بنز وحبوب وجبة الإطار كيلوجز توضيحات لهذه المشكلة.
حوالي عام 1900، نشر جيمس والتر تومبسون منزلاً موضحا الإعلان على السومة. وكان هذا تفسيرا تجارياً في وقت مبكر من ما نعرفه الآن عن السومة. اعتمدت الشركات بعد ذلك مباشرة الشعارات، والتمائم، والأناشيد التي بدأت تظهر في الإذاعة والتلفزيون في وقت مبكر. وبحلول عام 1940، بدأ  المصنعين أن يتعرفوا على الطريقة التي كان يقوم فيها المستهلكين بتطوير العلاقات مع علاماتهم التجارية بالمعنى الاجتماعي / والنفسي / والأنثروبولوجي.
من هناك، سرعان ما تعلم المصنعين بناء هوية وشخصية السومة (انظر هوية وشخصية السومة)، مثل قوتها، والمرح أو الترف. وبدأ هذا الممارسة التي نعلمها الآن باسم «السومة»، والتي يقوم فيها المستهلكين بشراء السومة بدلاً من المنتج.
نحن نعلم الآن ما «السومات» اليوم، حيث المستهلكين شراء «السومة» بدلا من المنتج. واستمر هذا الاتجاه في 1980، وهو الآن كميا في مفاهيم مثل قيمة السومة وحقوق الملكية التجارية. ووصفت نعومي كلاين هذا التطور بأنه «علامة هوس العدالة». في عام 1988، على سبيل المثال، اشترت شركة فيليب موريس شركة كرافت بأكثر ستة أضعاف لقيمة الشركة الحقيقي على الورق، وكان يُشعر أنها قامت فعلاً بشراء اسم ماركتها التجارية.
مارلبورو الجمعة:
2 أبريل 1993—تميز من قبل البعض كوفاة السومة —أعلن فيليب موريس في هذا اليوم أن عليهم أن يخفضوا من أسعار سجائر المارلبورو بنسبة 20 ٪، من أجل التنافس مع سجائر بارجين. انتعشت سجائر مارلبورو في ذلك الوقت بسبب الحملات الإعلانية المكثفة، وحسن دقة صورة السومة. ردا على اعلان اسهم بورصة وول ستريت التي امتلأت حتى أنغها بعدد كبير من الشركات أصحاب السومة: هاينز، وكوكا كولا، وشوفان كويكر، وشركة بيبسي كولا. ويعتقد العديد أن الحدث مؤشرا إلى بداية اتجاه نحو «عمى السومة» (كلاين 13)، متشككين في قوة «قيمة السومة».

## وصلات خارجية
- أسئلة وأجوبة للالأوروبي المتخصص في قانون السومات.
- الهوية التسويقية لسلطنة عمان